# Ögonsjukdomar
Ögonsjukdomar delas in i:
- sjukdomar i ögats hjälporgan.
- sjukdomar i själva ögat.
- sjukdomar i ögats förbindelser med centrala nervsystemet.
- allmänsjukdomar som återverkar på ögat.

## Lista över ögonsjukdomar

### Sjukdomar i ögats hjälporgan
- Ablefari
- Ögonlocken
- Blefarit
- Vagel
- Chalazion
- Felväxande ögonhår
- Xantelasma
- Tårverket
- Ögoninflammation (konjunktivit, även kallat bindhinnekatarr)
- Allergiska ögonsjukdomar
- Hornhinnesjukdomar

### Sjukdomar i själva ögat
- Bests makuladystrofi (även kallat Älvdalssjukan)
- Bradyopsia
- Blodpropp
- Glaskroppsavlossning
- Glaukom (även kallat grön starr)
- Grå starr (även kallat katarakt och åldersstarr)
- Näthinneavlossning
- Regnbågshinneinflamation (även kallat irit)
- Sjukdomar i linsen

### Sjukdomar i ögats förbindelser med centrala nervsystemet
- Synnerven
- Skelning
- Samsynsproblem

### Systemiska sjukdomar som återverkar på ögat
Huvudartikel: Systemiska sjukdomar
- Bältros
- Giftstruma
- Hjärnsjukdomar och hjärnskador
- Diabetes
- Nervsjukdomar
- Rosacea
- Sjögrens syndrom